# Aserradero Pápalo
Aserradero Pápalo är en ort i Mexiko.   Den ligger i kommunen Concepción Pápalo och delstaten Oaxaca, i den sydöstra delen av landet, 300 km sydost om huvudstaden Mexico City. Aserradero Pápalo ligger 2 352 meter över havet och antalet invånare är 141.
Terrängen runt Aserradero Pápalo är bergig söderut, men norrut är den kuperad. Terrängen runt Aserradero Pápalo sluttar västerut. Runt Aserradero Pápalo är det ganska glesbefolkat, med 32 invånare per kvadratkilometer. Närmaste större samhälle är San Juan Bautista Cuicatlán, 12,1 km väster om Aserradero Pápalo. I omgivningarna runt Aserradero Pápalo växer i huvudsak blandskog.